# Temporada de huracanes del Atlántico de 1492-1524
Entre los años 1492 y 1524 se presentó la Temporada de huracanes en el Atlántico de 1492-1524. Aunque no se posee la información de cada tormenta que ocurrió en este período, algunas zonas costeñas estaban suficientemente pobladas como para proveer datos de las ocurrencias de los huracanes. Cada temporada era parte del ciclo anual de formación de ciclones tropicales en el Atlántico. La mayor parte de estos ciclones ocurre entre el 1 de junio y el 30 de noviembre.
La información sobre las tormentas acontecidas antes de 1492 no se encuentra disponible, esto se debe a que no se conocen registros referentes a estos fenómenos en la época precolombina, y cualquier registro existente de dicha época se ha perdido. Sin embargo, estudios de los depósitos de sedimentos en Florida han revelado que un gran número de huracanes de alta fuerza golpearon la región hace miles de años. Incluso la información disponible de los primeros años de la época precolombina es incompleta e inexacta, porque no fue sino hasta el Renacimiento cuando se estableció la diferencia entre huracán y sistema extratropical, por científicos y navegantes dado que la exploración y colonización de las regiones afectadas por huracanes no empezó sino hasta mediados del siglo XVI.

## Tormentas
| Año  | Ubicación                      | Fecha            | Fallecidos                   | Daños/Notas |
| ---- | ------------------------------ | ---------------- | ---------------------------- | --- |
| 1494 | La Española                    | 16 de junio      | N/D                          | Posible huracán; pudo haber sido el primer huracán del hemisferio oeste en ser observado y reportado por Europeos.                                                                             |
| 1495 | Antillas                       | N/D              | N/D                          | 3 embarcaciones hundidas, primer reporte definitivo de un huracán dado por Cristóbal Colón; "Nada a excepción del servicio a Dios y la extensión de la monarquía me expondrían a tal peligro". |
| 1500 | Bahamas                        | Julio            | N/D                          | 2 embarcaciones destruidas. |
| 1502 | La Española                    | 1 de julio       | N/D                          | 20 embarcaciones, todos sus tripulante perecieron. |
| 1502 | Costas de República Dominicana | 11 de julio      | 500                          | N/D |
| 1502 | Honduras                       | 16 de septiembre | N/D                          | Una embarcación hundida, todos los tripulantes se ahogaron. |
| 1504 | Costa norte de Colombia        | N/D              | 175                          | N/D |
| 1508 | República Dominicana           | 12 de agosto     | N/D                          | Destruyó todo el poblado de Buenaventura. |
| 1509 | Santo Domingo                  | 29 de julio      | N/D                          | Daño moderado. |
| 1515 | Puerto Rico                    | Julio            | Muerte de muchos aborígenes. | N/D |
| 1519 | Jamaica                        | N/D              | N/D                          | Un barco hundido, 18 supervivientes. |
| 1523 | Costa oeste de Florida         | N/D              | N/D                          | 2 embarcaciones y sus tripulantes desaparecieron. |
| 1524 | Cuba                           | Octubre          | 73                           | N/D |